# Francisco Claver
Francisco Claver (Bontoc, 20 januari 1929 - San Juan, 1 juli 2010) was een Filipijnse rooms-katholieke geestelijke. Claver was van 1982 tot 1995 bisschop van Malaybalay en van 1995 tot 2004 apostolisch vicaris van Bontoc-Lagawe. Claver stond bekend als de eerste Igorot die tot bisschop werd benoemd. Tijdens het bewind van Ferdinand Marcos zette hij zich op een geweldloze wijze in tegen diens ondemocratische bewind.
Claver werd op 18 juni 1961 gewijd tot priester van de Sociëteit van Jezus (Jezuïeten). Hij studeerde theologie aan het Woodstock College in Maryland en behaalde zijn doctoraat antropologie aan de University of Colorado. Precies acht jaar na zijn wijding tot priester volgde een benoeming tot prelaat van de territoriaal prelatuur van Malaybalay en titulair bisschop van Nationa. Tegelijk met de verheffing van Malaybalay tot bisdom werd Claver benoemd tot eerste bisschop van het nieuwe bisdom. Hij zou er nog elf jaar dienen tot zijn benoeming tot apostolisch vicaris van Bontoc-Lagawe op 2 november 1995. In 2004 bereikte Claver de pensioenleeftijd voor rooms-katholiek geestelijken en werd hij als vicaris opgevolgd door Cornelio Wigwigan.
Claver overleed op 81-jarige leeftijd aan de gevolgen van een longembolie, nadat hij een maand daarvoor al een bypassoperatie had ondergaan.